# لیسا فروکتمن
لیسا فروکتمن (انگلیسی: Lisa Fruchtman؛ زادهٔ اوت ۱۹۴۸ میلادی) تدوین‌گر اهل ایالات متحده آمریکا است. 
وی دانش‌آموختهٔ دانشگاه شیکاگو است و در پنجاه و ششمین دوره جوایز اسکار، بابت تدوین فیلم مردان واقعی، برندهٔ جایزه اسکار بهترین تدوین شد.

## گزیدهٔ آثار
- ترانه عاشقانه‌ای برای بابی لانگ (۲۰۰۴)
- دکتر (۱۹۹۱)
- پدرخوانده: قسمت سوم (۱۹۹۰)
- کاپیتان ئی‌او (۱۹۸۶)
- فرزندان یک خدای کوچکتر (۱۹۸۶)
- مردان واقعی (۱۹۸۳)
- دروازه بهشت (۱۹۸۰)
- اینک آخرالزمان (۱۹۷۹)
- پدرخوانده: قسمت دوم (۱۹۷۴) (دستیار تدوین)